# 杰特苏州
杰特苏州（Jetısu oblysy）是哈萨克斯坦的一个州，首府为塔尔迪库尔干。“杰特苏”（Жетісу，Jetısu）在哈萨克语中意为“七河”。
2022年5月4日，哈萨克斯坦总统托卡耶夫签署关于设立新行政区划的总统令，命令从阿拉木图州析设杰特苏州，自6月8日起生效。
1997年被阿拉木图州合并的塔尔迪库尔干州与杰特苏州辖境相同。